# 4101 Ruikou
4101 Ruikou је астероид главног астероидног појаса чија средња удаљеност од Сунца износи 2,698 астрономских јединица (АЈ).
Апсолутна магнитуда астероида је 12,4.